# Metalectra quadrisignata
Metalectra quadrisignata är en fjärilsart som beskrevs av Walker 1857. Metalectra quadrisignata ingår i släktet Metalectra och familjen nattflyn. Inga underarter finns listade i Catalogue of Life.